# علا ابو صالح
علا' ابو صالح (عربی: علاء أبو صالح؛ زادهٔ ۲۵ ژوئن ۱۹۸۷) بازیکن فوتبال اهل دولت فلسطین است.
از باشگاه‌هایی که در آن بازی کرده‌است می‌توان به بنی سخنین اشاره کرد.
او همچنین در تیم ملی فوتبال فلسطین بازی کرده‌است.